# Fresa meccanica a piena sezione

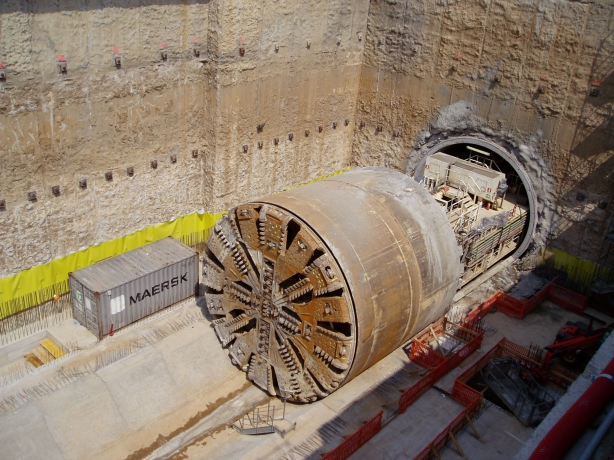
La TBM della Herrenknecht utilizzata a Brescia per la costruzione della Metropolitana

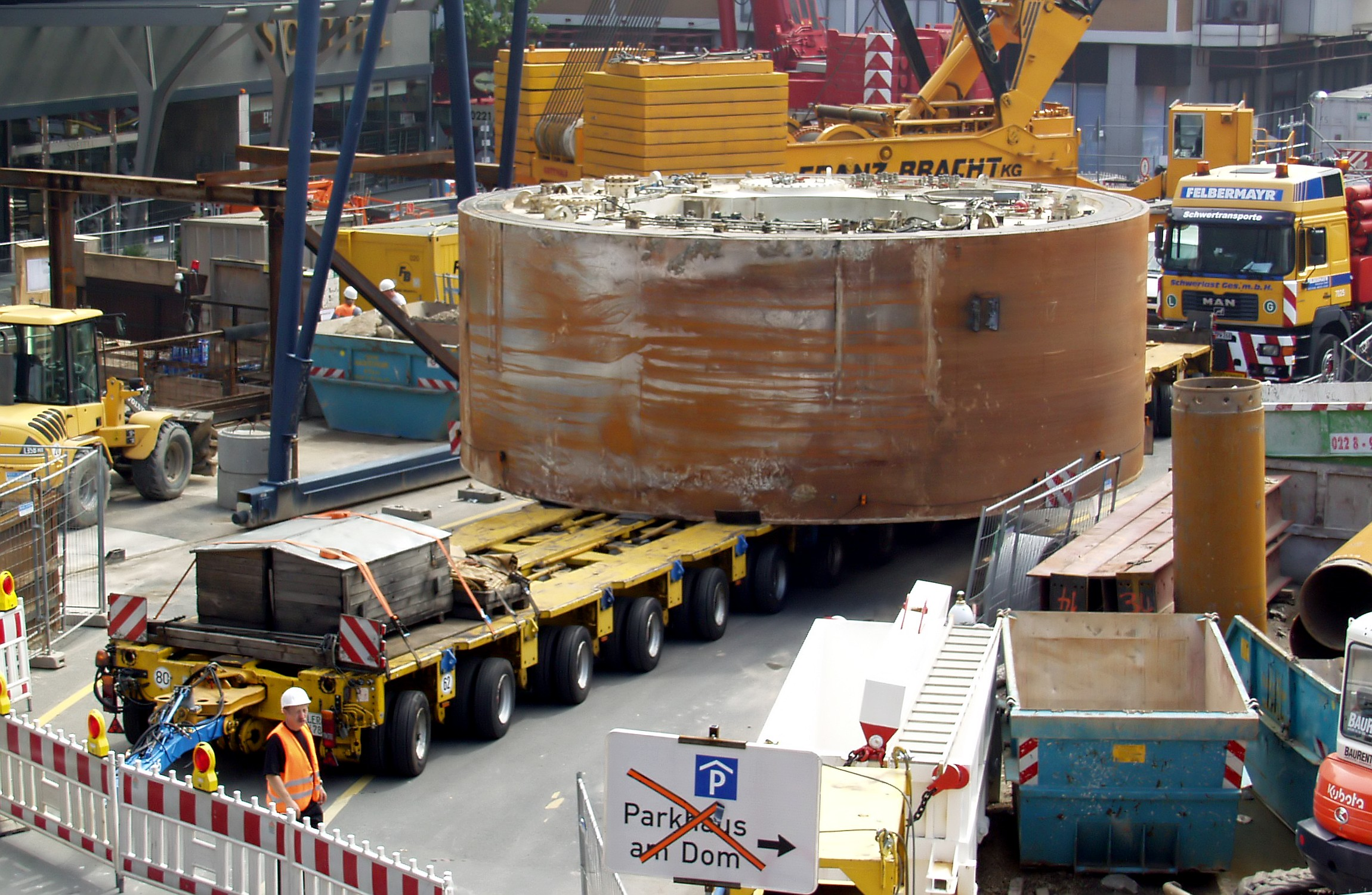
La fase di trasporto di una parte di TBM a Colonia, Germania

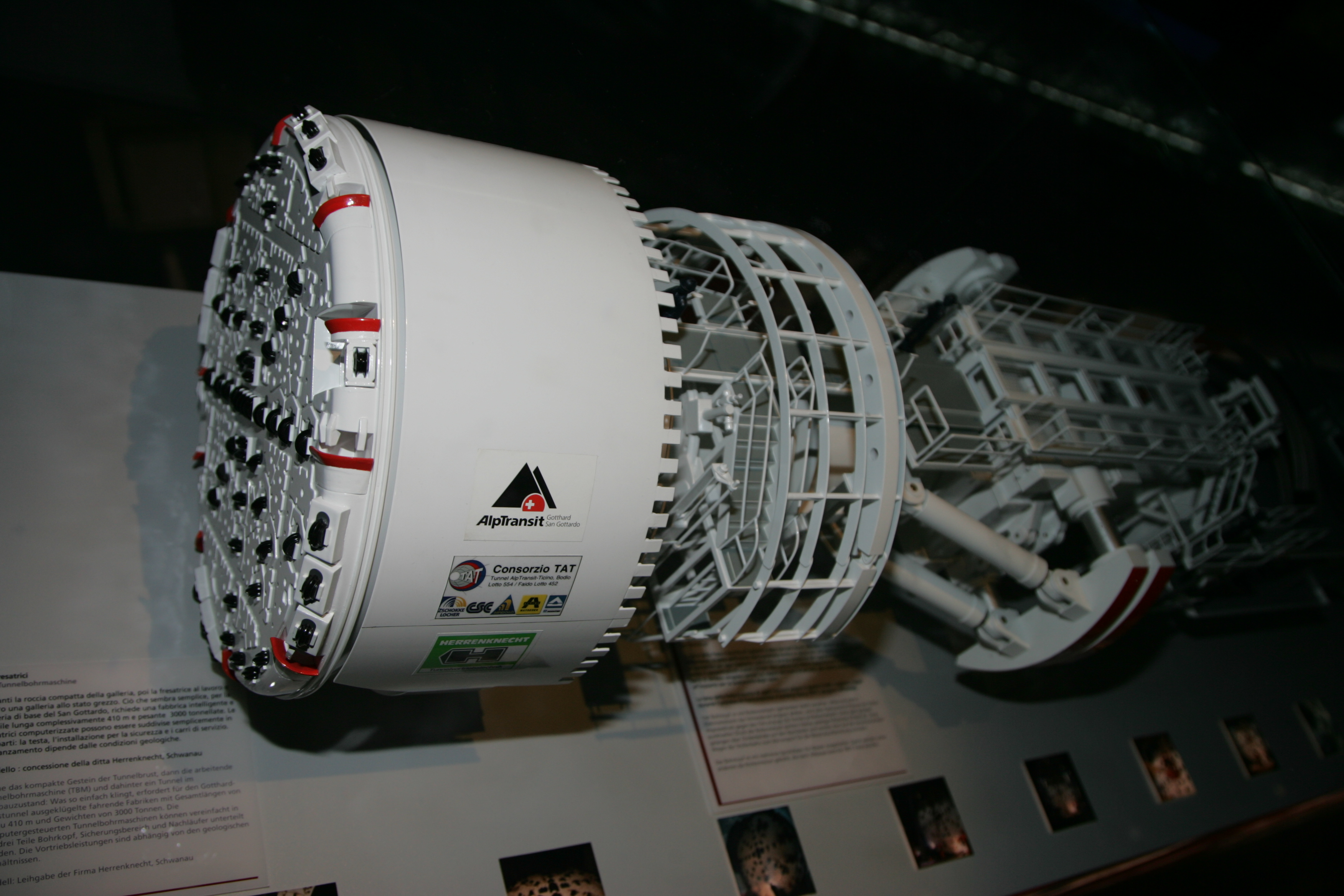
Modello in scala della TBM della Herrenknecht che ha realizzato la galleria di base del San Gottardo

La fresa meccanica a piena sezione, popolarmente chiamata talpa o talpa meccanica (in inglese tunnel boring machine da cui la sigla TBM), è una macchina che permette la meccanizzazione completa dello scavo delle gallerie e la realizzazione del rivestimento delle stesse.
Detto macchinario può lavorare in roccia, anche molto resistente come nel caso della galleria di base del San Gottardo, oppure al di sotto di falde acquifere, come nel caso della metropolitana di Napoli. Qualora non si possano adottare TBM, allora si adottano frese meccaniche ad attacco puntuale (roadheader).

## Storia
Il primo “tunnelling shield” funzionante fu realizzato da Sir Marc Isambard Brunel per la costruzione del Thames Tunnel (Londra, 1825). Tuttavia, questa invenzione sfruttava solamente il concetto della “copertura”, come una sorta di “marciavanti mobile”, lo scavo vero e proprio era ancora affidato ai metodi tradizionali (esplosivo o pala e piccone).
La prima macchina “scava tunnel” vera e propria sembra che sia la “Mountain Slicer” di Henri-Joseph Maus, commissionata dal re di Sardegna nel 1845 per scavare il tunnel ferroviario del Frejus, che oggi collega il Piemonte alla Savoia francese. Costruita in una fabbrica di armi presso Torino, contava più di 100 trapani a percussione montati sul fronte di una macchina, grande come una locomotiva, azionata dall'imbocco del tunnel. I moti rivoluzionari del 1848 fecero passare il progetto in secondo piano, e i lavori cominciarono soltanto 10 anni dopo; non si utilizzò più l'”Affetta Montagne” di Maus, ma la perforazione pneumatica, comunque innovativa ma più economica.
Negli Stati Uniti d'America, il primo uso di una TBM fu nello scavo dello Hoosac Tunnel. Costruita in ghisa, era nota come la Wilson's Patented Stone-Cutting Machine (la macchina taglia-pietre di Charles Wilson). Riuscì a penetrare per 10 piedi (3 m circa) nella roccia prima di cedere; il tunnel, esattamente come il Frejus, fu completato oltre 20 anni dopo con mezzi meno ambiziosi.
Nei primi anni 1950 F.K. Mitry vinse l'appalto per la Oahe Dam di Pierre (Dakota del Sud), e si consultò con James S. Robbins per scavare nelle, all'epoca, famigerate “Pierre shale” (argilliti estremamente sfaldabili). Robbins creò una macchina in grado di scavare 160 piedi (48,8 m) in 24 ore, dieci volte più veloce di ogni altro strumento di scavo dell'epoca. L'elemento rivoluzionario era la testa rotante. Concettualmente basata sui trapani a percussione della macchina di Maus, era resa più efficace riducendo gli elementi e facendoli ruotare in maniera solidale contro il fronte di scavo. In seguito, le punte rotanti, facilmente soggette a usura e a sfilamento, furono sostituite con ruote taglianti. Da allora, anche le moderne TBM hanno teste rotanti su cui sono montati dischi taglienti.

## Descrizione

### Funzionamento
Per “scudo” si intende il cilindro metallico che chiude la macchina e su cui, ad una estremità, è montata la testa rotante che porta gli utensili di scavo veri e propri. La testa ruota a 1-10 giri al minuto (a seconda della sua dimensione e del materiale in cui scava) e rimuove piccole scaglie di materiale.
Dentro il cilindro, alle spalle della testa rotante guardando il fronte di scavo, c'è una camera in cui è raccolto il materiale scavato, che a seconda del tipo di TBM, può essere estratto così com'è o mischiato a fango, la scelta dipende dalle condizioni dell'ammasso in cui si scava (ad esempio se ci si aspetta una gran quantità di polvere il fango può essere utile). Il materiale esce dalla camera su una coclea, o vite senza fine, e viene posto su un rullo trasportatore.
La macchina si sposta come un lombrico: dei martinetti idraulici puntano sulla roccia (se sufficientemente sana, altrimenti sul rivestimento appena posizionato) e spingono in avanti lo scudo; anche la parte retrostante della TBM è ancorata alla bocca del tunnel per contribuire alla spinta.
Una volta riposizionata la testa, il resto della macchina è trascinato in avanti.
Tutti i servizi passano dentro lo scudo, dall'elettricità per la camera di controllo (solitamente al fronte) ai condotti per i fanghi di miscelazione. Sempre dentro lo scudo è presente il sistema di posizionamento dei conci in calcestruzzo prefabbricati per il rivestimento.

### Scavo di tunnel in ambiente urbano e a scarse profondità
In ambiente urbano, la sfida principale è evitare i cedimenti della superficie soprastante, ovvero evitare fenomeni di subsidenza. Tendenzialmente si cerca di non modificare lo stato tensionale al contorno, durante e dopo lo scavo; ma ci possono essere notevoli problemi: se si scava in un detrito sotto falda, edurre un'eccessiva quantità d'acqua vuol dire costipare il detrito e provocarne un abbassamento sensibile anche in superficie; altri problemi possono essere dovuti all'alternanza di strati con caratteristiche meccaniche molto diverse, ad esempio sabbie e rocce poco fratturate.
Esistono dei modelli di TBM studiati per far fronte a simili situazioni: sono le EPB (Earth Pressure Balance, l'equilibrio è garantito dallo stesso materiale di scavo mantenuto in pressione al fronte), le BS (Bentonite Slurry, la pressione al fronte è quella idrostatica del fango bentonitico mischiato al materiale scavato) e le CA (ad aria compressa, sono le più antiche ma ormai in disuso).
EPB e BS sono le preferibili in ambito urbano (Metropolitana di Torino).

## Lista delle TBM più grandi
| Pos. | Anno | Paese         | Tunnel                                           | Costruttore / Tecnica                             | Diametro |
| ---- | ---- | ------------- | ------------------------------------------------ | ------------------------------------------------- | -------- |
| 1    | 2015 | Hong Kong     | Tunnel Autostrada Tuen Mun–Chek Lap Kok          | Herrenknecht Mixschild                            | 17,60    |
| 2    | 2011 | USA           | Tunnel per Alaskan Way Viaduct, Seattle          | Hitachi Zosen EPB-Schild                          | 17,48    |
| 3    | 2016 | Italia        | Tunnel Santa Lucia (Autostrada A1)               | Herrenknecht EPB-Schild                           | 15,87    |
| 4    | 2015 | Cina          | Tunnel Jangtsekiang della Metropolitana di Wuhan | Herrenknecht Mixschild (2x)                       | 15,76    |
| 5    | 2011 | Italia        | Tunnel Sparvo (Autostrada A1)                    | Herrenknecht EPB-Schild                           | 15,55    |
| 6    | 2011 | Cina          | Shanghai West Jangtsekiang-Tunnel                | Herrenknecht Mixschild, ex #8                     | 15,43    |
| 7    | 2010 | Cina          | Qianjiang-Tunnel, Hangzhou                       | Herrenknecht Mixschild, ex #8                     | 15,43    |
| 8    | 2006 | Cina          | Shanghai Changjiang Daqiao                       | Herrenknecht Mixschild (2x)                       | 15,43    |
| 9    | 2005 | Spagna        | Madrid Calle 30 autostrada                       | Herrenknecht                                      | 15,20    |
| 9    | 2005 | Spagna        | Madrid Calle 30 autostrada                       | Mitsubishi                                        | 15,00    |
| 10   | 2013 | Italia        | Tunnel di Caltanissetta, Sicilia (SS 640)        | NFM Technologies                                  | 15,08    |
| 11   | 2011 | Cina          | Weisan, Nanchino                                 | IHI/Mitsubishi/CCCC Slurry-TBMs (2x)              | 14,93    |
| 12   | 2012 | Cina          | Hongmei, Shanghai                                | Herrenknecht Mixschild                            | 14,93    |
| 13   | 2008 | Cina          | Tunnel di Jangtsekiang, Nanchino                 | Herrenknecht Mixschild (2x)                       | 14,93    |
| 14   | 2013 | Cina          | ?                                                | Herrenknecht Mixschild, ex #13                    | 14,93    |
| 15   | 2006 | Cina          | Jungong, Shanghai                                | NFM Technologies, ex #17                          | 14,87    |
| 16   | 2004 | Cina          | Shangzhong, Shanghai                             | NFM Technologies, ex #17                          | 14,87    |
| 17   | 2000 | Paesi Bassi   | Groene Harttunnel (ferrovia)                     | NFM Technologies                                  | 14,87    |
| 18   | 2006 | Canada        | Niagara Tunnel Project                           | Robbins Hartgestein-Gripper-TBM                   | 14,40    |
| 19   | 2013 | Nuova Zelanda | Waterview Connection, Auckland                   | Herrenknecht EPB-Schild                           | 14,41    |
| 20   | 2004 | Russia        | Serebryany Bor, Mosca                            | Herrenknecht Mixschild, ex #22                    | 14,20    |
| 21   | 2001 | Russia        | Lefortowoer Tunnel, Mosca                        | Herrenknecht Mixschild, ex #22                    | 14,20    |
| 22   | 1997 | Germania      | 4. Neuer Elbtunnel                               | Herrenknecht Mixschild (TRUDE)                    | 14,20    |
| 23   | 2009 | Cina          | Yingbinsan, Shanghai                             | Mitsubishi EPB-Schild, ex #24                     | 14,27    |
| 24   | 2007 | Cina          | Bund-Tunnel, Shanghai                            | Mitsubishi EPB-Schild                             | 14,27    |
| 25   | 2004 | Giappone      | Tokyo Metro Linea Namboku, Tokyo Metro           | IHI EPB-Schild                                    | 14,18    |
| 26   | 1994 | Giappone      | Aqua-Line Baia di Tokyo (Trans Tokyo Bay)        | 8 TBM: 3 Kawasaki, 3 Mitsubishi, 1 Hitachi, 1 IHI | 14,14    |
| 27   | 2010 | Spagna        | Autostrada SE-40, Siviglia                       | NFM Technologies (2x)                             | 14,00    |